# Choi Doo-ho
Choi Doo-ho (hangŭl (최두호?); Pusan, 6 aprile 1991) è un lottatore di arti marziali miste sudcoreano.
Combatte nella categoria dei pesi leggeri per la promozione statunitense UFC.

## Caratteristiche tecniche
Choi è atleta che predilige la lotta a piedi, essendo dotato di una mano pesante e avendo un ampio bagaglio di combinazioni.

## Carriera nelle arti marziali miste

### Ultimate Fighting Championship
Nel novembre 2013, dopo una striscia vincente di nove incontri, Choi firmò un contratto con la promozione statunitense UFC.
Era in procinto di debuttare contro l'italostatunitense Sam Sicilia il 24 maggio 2014 a UFC 173, ma si ritirò dall'evento a causa di un infortunio.
Choi compì finalmente il suo debutto il 22 novembre quando sfidò Juan Puig a UFC Fight Night 57. Vinse il match per KO tecnico dopo soli 18 secondi dall'inizio del primo round.
Avrebbe dovuto affrontare Sam Sicilia il 15 luglio 2015 in occasione dell'evento UFC Fight Night 71, ma il sudcoreano si ritirò dalla sfida circa un mese prima per motivi non specificati.
Il match contro Sicilia fu riorganizzato una terza volta per il 28 novembre a UFC Fight Night 79. Choi si aggiudicò la vittoria via KO tecnico alla prima ripresa, ottenendo anche il suo primo riconoscimento  Performance of the Night.
A luglio del 2016 affrontò Thiago Tavares all'evento finale della ventitreesima stagione del reality show The Ultimate Fighter. Dopo 2 minuti e 42 secondi dall'inizio dell'incontro, Choi andò a segno con un diretto destro in pieno volto del suo avversario mettendo fine al match per KO. Con questa vittoria raggiunse una striscia di vittoria per KO di 12 incontri di cui 3 in UFC, inoltre venne premiato con il riconoscimento Performance of the Night.

## Risultati nelle arti marziali miste
| Risultato | Record | Avversario       | Metodo                        | Evento                                   | Data             | Round | Tempo | Città                  | Note                     |
| --------- | ------ | ---------------- | ----------------------------- | ---------------------------------------- | ---------------- | ----- | ----- | ---------------------- | ------------------------ |
| Sconfitta | 14-4   | Charles Jourdain | KO Tecnico (pugni)            | UFC Fight Night: Edgar vs. Korean Zombie | 21 Dicembre 2019 | 2     | 4:32  | Busan, Corea del Sud   | Fight of the Night       |
| Sconfitta | 14-3   | Jeremy Stephens  | KO Tecnico (pugni e gomitate) | UFC Fight Night: Stephens vs. Choi       | 14 Gennaio 2018  | 2     | 2:36  | St. Louis, Stati Uniti | Fight of the Night       |
| Sconfitta | 14-2   | Cub Swanson      | Decisione (unanime)           | UFC 206                                  | 10 Dicembre 2016 | 3     | 5:00  | Toronto, Canada        | Fight of the Night       |
| Vittoria  | 14-1   | Thiago Tavares   | KO (pugni)                    | The Ultimate Fighter 23 Finale           | 8 luglio 2016    | 1     | 2:42  | Las Vegas, Stati Uniti | Performance of the Night |
| Vittoria  | 13-1   | Sam Sicilia      | KO (pugni)                    | UFC Fight Night: Henderson vs. Masvidal  | 28 Novembre 2015 | 1     | 1:33  | Seul, Corea del Sud    | Performance of the Night |
| Vittoria  | 12-1   | Juan Manuel Puig | KO tecnico (pugni)            | UFC Fight Night: Edgar vs. Swanson       | 22 Novembre 2014 | 1     | 0:18  | Austin, Stati Uniti    |                          |